# Эбзеева, Юлия Николаевна
Ю́лия Никола́евна Эбзе́ева (в девичестве — Граби́лина; род. 29 июля 1976, Орехово-Зуево, Московская область) —  российский педагог, лингвист и социолог, кандидат филологических наук, доктор социологических наук, первый проректор – проректор по образовательной деятельности и заведующая кафедрой иностранных языков филологического
факультета РУДН имени Патриса Лумумбы.

## Биография
Юлия Николаевна Грабилина родилась в семье потомственных педагогов.
В 1993 году Юлия Николаевна окончила Малодубенскую среднюю школу с серебряной медалью.
В 1998 году	окончила с отличием факультет иностранных языков Орехово-Зуевского педагогического  института (президентская стипендия).
С 1999 года работает в РУДН.
В 1999 году получила стипендию французского правительства.
С 1999 по 2000 год — ассистент кафедры иностранных языков №1.
С 2000 по 2002 год — ассистент кафедры иностранных языков филологического факультета РУДН.
В 2001 году	окончила аспирантуру Московского педагогического государственного университета (президентская стипендия).
С 2002 по 2003 год — старший преподаватель кафедры иностранных языков филологического факультета РУДН. 
С 2003 по 2011 год — доцент кафедры иностранных языков филологического факультета РУДН.
В 2002 году в МПГУ защитила диссертацию на соискание ученой степени кандидата филологических наук на тему: «Семантические отношения глаголов введения реплик: на материале французских драматических произведений 20 века» (научный руководитель – профессор Н. Н. Лопатникова).
В 2007 году — стипендиат бельгийского правительства (проходила научную стажировку в Лувенском католическом университете).
С 2011 по 2021 год — заместитель декана филологического факультета РУДН по научной работе.
С 2016 по 2021 год — советник ректора РУДН по взаимодействию по связям с международными рейтинговыми агентствами дирекции программы повышения конкурентоспособности (по внутреннему совместительству).
С 1 февраля 2017 года — заведующая кафедрой иностранных языков филологического факультета РУДН (по внутреннему совместительству).
С 2018 по 2019 год — заместитель директора Института современных языков, межкультурной коммуникации и миграций (по внутреннему совместительству).
С 2019 по 2021 год — директор Института современных языков, межкультурной коммуникации и миграций.
С 2020 по 2021 год — советник при ректорате по партнерствам (по внутреннему совместительству).
С 1 июня 2021 года по  19 сентября 2021 года — проректор по образовательной деятельности.  
С 20 сентября 2021 года — первый проректор — проректор по образовательной деятельности.
24 октября 2023 года в РГПУ им. А. И. Герцена защитила диссертацию на соискание ученой степени доктора социологических наук на тему: «Международный рейтинг современного университета как механизм управления развитием образовательной системы», по специальности „5.4.7 – Социология управления“ (научный консультант – профессор Н. П. Нарбут).
Область научных интересов: лексикология и стилистика французского языка, теория перевода, межкультурная коммуникация, социолингвистика, образовательная политика.
Юлия Николаевна разработала и читает лекционные курсы по лексикологии и стилистике французского языка, социолингвистике, имеет авторское свидетельство за разработку компьютерной программы «Синхронный перевод». Ю. Н. Эбзеева является автором ряда научных работ (более 100, из которых более 50 — статьи, входящие в международные базы научного цитирования Scopus и WoS), монографий (6) и 2 патентов. Под научным руководством Ю. Н. Эбзеевой защищены 8 кандидатских диссертаций, и в настоящее время является научным руководителем 4 аспирантов.
Проходила методологическую стажировку в Германии, Франции, Бельгии, языковую стажировку на Мальте. В общей сложности прошла повышение квалификации более чем по 60 программам. Принимает активное участие в работе международных и всероссийских конференций и форумов; многократно выступала экспертом по лингвистическим, социологическим и миграционным проблемам; выступает экспертом в области международных рейтингов; входит в многочисленные комиссии по вопросам высшего образования.

## Почётные звания и награды
- 2009 год — серебряная медаль «Лауреат ВВЦ» за работу по написанию Практикумов по прессе (учебно-методических пособий на французском языке): «Lisons les journaux» и «Lisons les journaux II».
- 2010 год — благодарность ректора Российского университета дружбы народов «За многолетний добросовестный и плодотворный труд на благо Российского университета дружбы народов».
- 2012 год — благодарность ректора Российского университета дружбы народов «За активное участие в организации и проведении мероприятий в рамках „Года французского языка и литературы“ в РУДН».
- 2012 год — благодарность ректора Российского университета дружбы народов «За активное участие в организации и проведении на базе РУДН VI Московского международного фестиваля языков».
- 2013 год — благодарственное письмо Международного благотворительного общественного фонда «Диалог культур — единый мир».
- 2015–2019 годы — благодарность ректора Российского университета дружбы народов «За активное участие в подготовке и проведении Фестиваля науки в РУДН».
- 2015 год — благодарность ректора Российского университета дружбы народов «За личный вклад в обеспечение успешной организации и проведения конкурсов поддержки проектов, направленных на развитие и популяризацию русского языка».
- 2015 год — благодарственное письмо ФГБОУ ВПО «Нижегородский государственный лингвистический университет им. Н.А. Добролюбова» за профессиональную подготовку студентов — участников Всероссийской олимпиады по французскому языку.
- 2016 год — благодарность ректора Российского университета дружбы народов «За большую работу по подготовке и организации работы делегации Международного рейтингового агентства QS».
- 2017 год — почетная грамота ректората РУДН «За большую работу по организации и подготовке участия Университета в конкурсе на предоставление государственной поддержки ведущим университетам РФ в целях повышения их конкурентоспособности среди ведущих мировых научно-образовательных центров».
- 2018 год — благодарность ректора Российского университета дружбы народов «За участие в проведении II ежегодного стратегического саммита для повышения конкурентоспособности университетов — QS WORLDWIDE».
- 2020 год — почетная грамота министерства науки и высшего образования РФ за значительные заслуги в сфере образования и многолетний добросовестный труд.
- 2021 год — почетное звание «Почетный работник сферы образования Российского Федерации».
- 2021 год – благодарственное письмо Ректора МГОУ за организацию сотрудничества и содействие в проведении мероприятий в честь 90-летнего юбилея университета.
- 2022 год – благодарственное письмо заместителя полномочного представителя Президента Российской Федерации в Дальневосточном федеральном округе за активное участие в подготовке и проведении комплекса мероприятий «Дни регионов Дальнего Востока в Москве» в 2022 году.
- 2023 год – благодарственное письмо заместителя полномочного представителя Президента Российской Федерации в Дальневосточном федеральном округе за участие в подготовке и проведении комплекса воспитательно-патриотических мероприятий «Дни регионов Дальнего Востока в Москве-2023».
- 2023 год – благодарность президента Лиги здоровья нации за участие в социально-значимом проекте «Облако здоровья», высокий профессионализм и большую работу в интересах здоровья граждан Российской Федерации.
- 2023 год – благодарность ректора РУДН «За высокий уровень профессионализма, организаторские способности и чуткость в работе» при проведении ВсОШ по французскому языку.
- 2024 год – благодарность Российского Союза Боевых Искусств за помощь в подготовке, а также большой личный вклад в проведении круглого стола «Спортивная дипломатия: время больших возможностей» в рамках Всероссийского форума «Здоровье нации — основа процветания России».
- 2024 год – благодарность Всероссийской государственной библиотеки иностранной литературы имени М. И. Рудомино за плодотворное сотрудничество и личное творческое содействие в рамках проекта «Мировая билингвальная библиотека современной литературы».
- 2024 год – медаль Союза ветеранов госбезопасности «За активную гражданскую позицию и патриотизм».

## Научные труды
- Lisons les journaux II : практикум по прессе : для студентов-лингвистов / С. Г. Сахадзе[комм. 1], Ю. Н. Эбзеева. - Москва : Изд-во Российского ун-та дружбы народов, 2006 (М. : Тип. ИПК РУДН). - 73, [1] с.; 21 см.; ISBN 5-209-00823-1
- Межкультурная коммуникация: лингвистические и психологические аспекты: коллективная монография / Коваленко, А. Г., Чеботарева, Е. Ю., Михеева, Н. Ф., Ларина, Т. В., Новикова, И. А., Эбзеева, Ю. Н., Маслова, О. В., Волк, М. И., Ибадова, Т. И. М.: РУДН. 2009. 499 с.
- Текстология сегодня: итоги, проблемы, методы : учебное пособие / [Н. Ф. Михеева и др. ; отв. ред.: Н. Ф. Михеева, Е. Ю. Чеботарева, Ю. Н. Эбзеева] ; Гос. образовательное учреждение высш. проф. образования "Российский ун-т дружбы народов", Филологический фак. - Москва : Российский ун-т дружбы народов, 2010. - 247 с. : ил., табл.; 21 см.; ISBN 978-5-209-03906-8
- Разработка единой методики описания и комплексного изучения контактных языков : учебное пособие / Н. Ф. Михеева [и др. ; под ред. : Н. Ф. Михеевой, Ю. Н. Эбзеевой] ; Российский ун-т дружбы народов, Филологический фак., Каф. иностранных яз. - Москва : РУДН, 2011. - 221 с. : табл., цв. ил.; 21 см.; ISBN 978-5-209-04169-6
- Франкофония сквозь призму швейцарской и бельгийской ментальности / Ю. Н. Эбзеева, Е. Г. Дмитриева ; Российский ун-т дружбы народов, Филологический фак., Каф. иностр. яз. - Москва : Российский ун-т дружбы народов, 2011. - 118 с. : цв. ил.; 21 см.; ISBN 978-5-209-04168-9
- Типология языковых ситуаций и языковая политика в России и в мире: коллективная монография  / Михеева, Н. Ф., Фирсова, Н. М., Чеснокова, О. С., Эбзеева, Ю. Н., Москвичева, С. А., Минасян, А. А.; под ред. Н. Ф. Михеевой, Ю. Н. Эбзеевой. М.: РУДН. 2012. 163 с.
- Студенческая наука – от формальности к творчеству : материалы IV студенческой конференции в рамках X Фестиваля науки на филологическом факультете / науч. ред. Ю. Н. Эбзеева. – Москва : РУДН, 2017. – 384 с. : ил. ISBN 978-5-209-08342-9
- Современная транскультура в эпоху глобализации: проблемы толерантности, межкультурной коммуникации и эффективного взаимодействия  : монография / Карабулатова И. С., Камал Н. И., Ал-Саати А. А., Ахметова Б. З., Ал-Мулла М. А., Карабулатова А. С., Галиуллина С. Д., Эбзеева Ю. Н., Дубинина Н. В., Ким Л. И., Ракишева Г. М., Сейдина М. З., Котик К. Н., Коберси И. С. ; под редакцией академика РАН, д-ра филол. наук, проф. И. С. Карабулатовой ; Министерство образования и науки РФ, Российский университет дружбы народов, Королевский дом Бахрейна [и др.]. - Уфа [и др.] : Изд-во Уфимского гос. нефтяного технического ун-та (УГНТУ), 2017. - 256 с. : ил., табл.; 21 см.; ISBN 978-5-7831-1538-7 : 1000 экз.
- Управление многопрофильным классическим университетом в условиях конкуренции = Management of a multidisciplinary classical university in a competitive environment : монография / Ю. Н. Эбзеева. - Москва : Российский ун-т дружбы народов им. Патриса Лумумбы, 2023. - 86 с. : табл.; 20 см.; ISBN 978-5-209-11924-1 : 500 экз.
- Демографическое самочувствие регионов России. Национальный демографический доклад — 2023 / Авторский коллектив: Т. К. Ростовская (1.1; 1.2; 2.2; рекомендации), А. А. Шабунова (1.1; 2.1; 2.7; рекомендации), А. Р. Абдульзянов (2.4), В. Н. Архангельский (2.4), Г. Ф. Ахметова (2.3), А. П. Багирова (2.11), Р. М. Валиахметов (2.3), Е. Н. Васильева (2.5, 2.6), О. В. Гринвальд (2.12), Н. Ю. Егорова (2.10), Г. Н. Ершова (2.4), Е. П. Зимовина (2.9), А. Е. Иванова (1.1.), Ч. И. Ильдарханова (2.4), О. Н. Калачикова (2.1; 2.7; рекомендации), Е.В. Касьянова (2.12) Р. Н. Комлева (2.3); А. В. Короленко (2.1; 2.7), О. В. Кучмаева (2.2), Л. В. Плеханова (1.2; 2.12), Н. С. Рычихина (2.8), З. Х.-М. Саралиева (2.10), Я. А. Скрябина (2.3), А. А. Соколова (2.1; 2.7), С. А. Судьин (2.10), И. Б. Утяшева (2.3), О. А. Хасбулатова (2.8), М. Н. Храмова (2.9), Ю. Н. Эбзеева (1.2.; рекомендации); отв. ред. Т. К. Ростовская, А. А. Шабунова; ФНИСЦ РАН. — Вологда: Вологодский научный центр, 2024. — 336 с.

- СЕМАНТИЧЕСКОЕ ВЗАИМОДЕЙСТВИЕ МЕЖДУ РЕМАРКАМИ И РЕПЛИКАМИ ПЕРСОНАЖЕЙ (НА МАТЕРИАЛЕ СОВРЕМЕННЫХ ФРАНЦУЗСКИХ ДРАМАТИЧЕСКИХ ПРОИЗВЕДЕНИЙ XX В.) / Эбзеева Ю. Н. // В сборнике: Социальные аспекты языка в романо-германской филологии. Орехово-Зуево, 2003. С. 65-74.
- ОСОБЕННОСТИ ФУНКЦИОНИРОВАНИЯ АВТОРСКИХ РЕМАРОК В ДРАМЕ (НА МАТЕРИАЛЕ ФРАНЦУЗСКИХ ДРАМАТИЧЕСКИХ ПРОИЗВЕДЕНИЙ 20 ВЕКА) / Эбзеева Ю. Н. // В книге: IV Степановские чтения. Функционирование языковых единиц в аспекте национально-культурной специфики. Тезисы докладов и сообщений Международной конференции . На материале романо-германских и восточных языков. Российский университет дружбы народов, Институт языкознания РАН. 2003. С. 15-17.
- ТИПЫ ЗАГОЛОВКОВ ФРАНЦУЗСКИХ ДРАМАТИЧЕСКИХ ПРОИЗВЕДЕНИЙ / Эбзеева Ю. Н. // В сборнике: Особенности современного языкового образования и проблемы его совершенствования. Материалы областной научно-практической конференции. 2004. С. 66-70.
- К ВОПРОСУ О СТРУКТУРНЫХ И ФУНКЦИОНАЛЬНЫХ ОСОБЕННОСТЯХ ТЕКСТОВ ФРАНЦУЗСКИХ ДРАМАТИЧЕСКИХ ПРОИЗВЕДЕНИЙ / Эбзеева Ю. Н. // В сборнике: Актуальные проблемы французской филологии. Межвузовский сборник научных трудов. Москва, 2005. С. 86-90.
- КОММУНИКАТИВНАЯ ВАРИАТИВНОСТЬ ФРАНЦУЗСКОГО ЯЗЫКА В МЕЖКУЛЬТУРНОМ ДИАЛОГЕ / Эбзеева Ю. Н. // Вестник Российского университета дружбы народов. Серия: Лингвистика. 2010. № 4. С. 119-124.
- КАУЗАТИВНЫЕ И НЕКАУЗАТИВНЫЕ ГЛАГОЛЫ ПРИ ИЗУЧЕНИИ ЭМОТИВНОЙ ЛЕКСИКИ / Эбзеева Ю. Н., Ленько Г. Н. // Вестник Российского университета дружбы народов. Серия: Лингвистика. 2011. № 4. С. 42-45.
- THE MAIN TRENDS IN THE RESEARCHES OF TEXTOLOGICAL PROBLEMS DONE BY YOUNG SCIENTISTS IN RUSSIA / Y. N. Ebzeeva // Russian Journal of Linguistics, - 2011.   pp. 127—134
- ОСНОВНЫЕ НАПРАВЛЕНИЯ ИССЛЕДОВАНИЙ ТЕКСТОЛОГИЧЕСКИХ ПРОБЛЕМ, ПРОВЕДЕННЫХ МОЛОДЫМИ УЧЕНЫМИ РОССИИ / Эбзеева Ю. Н. // Вестник Российского университета дружбы народов. Серия: Лингвистика. 2011. № 1. С. 127-134.
- ПРОБЛЕМА ПЕРЕКЛЮЧЕНИЯ КОДОВ И ЯЗЫКОВЫЕ КОНТАКТЫ / Эбзеева Ю. Н., Тутова Е. В. // Вестник Российского университета дружбы народов. Серия: Лингвистика. 2012. № 3. С. 138-143.
- ПРОБЛЕМА ПЕРЕКЛЮЧЕНИЯ КОДОВ И ЯЗЫКОВЫЕ КОНТАКТЫ / Эбзеева Ю. Н., Тутова Е. В. // Иностранные языки в школе. 2012. № 3. С. 138.
- О СОСТОЯНИИ ЯЗЫКОВОЙ СИТУАЦИИ И СПЕЦИФИКЕ ЯЗЫКОВОЙ ПОЛИТИКИ ВО ФРАНЦИИ / Эбзеева Ю. Н. // В книге: Типология языковых ситуаций и языковая политика в России и мире : [коллективная монография] / Н. Ф. Михеева [и др.] ; [под ред. Н. Ф. Михеевой, Ю. Н. Эбзеевой]. - Москва : Российский ун-т дружбы народов, 2013. - 162 с. : ил.; 21 см.; ISBN 978-5-209-05178-7. С. 62-81.
- GRAPHIC REALIZATION OF PHONETIC EXPRESSIVE MEANS OF EMOTIVITY (BASED ON THE WORKS OF FICTION OF MODERN FRENCH, ENGLISH AND GERMAN AUTHORS) / Ebzeeva Yu. N., Len'ko G. N., Dubinina N. V. // Mediterranean Journal of Social Sciences. 2015. Т. 6. № 6. С. 258-266.
- CATÉGORISATION DES LANGUES MINORITAIRES EN RUSSIE ET DANS L'ESPACE POST-SOVIÉTIQUE [КАТЕГОРИЗАЦИЯ МИНОРИТАРНЫХ ЯЗЫКОВ В РОССИИ И НА ПОСТСОВЕТСКОМ ПРОСТРАНСТВЕ]. - VIAUT A., MOSKVITCHEVA S. (DIRS.) - BORDEAUX-PESSAC: MAISON DES SCIENCES DE L'HOMME D'AQUITAINE, 2014. - 405 P / Эбзеева Ю. Н. // Родной язык: лингвистический журнал. 2016. № 2 (5). С. 171-183.
- ОТРАЖЕНИЕ ЭКОНОМИЧЕСКИХ ПОСЛЕДСТВИЙ НОВЫХ СТРАТЕГИЙ ДОБРАЧНОГО ПОВЕДЕНИЯ РОССИЙСКОЙ МОЛОДЕЖИ В ЭЛЕКТРОННО-ЦИФРОВОМ ДИСКУСЕ / Эбзеева Ю. Н., Карабулатова И. С. // Сегодня и завтра Российской экономики. 2016. № 79-80. С. 33-40.
- ЛЕКСИЧЕСКИЕ СРЕДСТВА ВЫРАЖЕНИЯ ЭМОТИВНОСТИ(НА МАТЕРИАЛЕ ТЕКСТОВ ХУДОЖЕСТВЕННЫХ ПРОИЗВЕДЕНИЙ СОВРЕМЕННЫХ АНГЛИЙСКИХ, ФРАНЦУЗСКИХ И НЕМЕЦКИХ АВТОРОВ) / Эбзеева Ю. Н., Ленько Г. Н. // Вестник Российского университета дружбы народов. Серия: Русский и иностранные языки и методика их преподавания. 2016. № 1. С. 142-151.
- ЛЕКСИЧЕСКИЕ СРЕДСТВА ВЫРАЖЕНИЯ ЭМОТИВНОСТИ (НА МАТЕРИАЛЕ ТЕКСТОВ ХУДОЖЕСТВЕННЫХ ПРОИЗВЕДЕНИЙ СОВРЕМЕННЫХ АНГЛИЙСКИХ, ФРАНЦУЗСКИХ И НЕМЕЦКИХ АВТОРОВ) / Эбзеева Ю. Н., Ленько Г. Н. // Вестник Российского университета дружбы народов. Серия: Политология. 2016. № 1. С. 142.
- ЛЕКСИЧЕСКИЕ СРЕДСТВА ВЫРАЖЕНИЯ ЭМОТИВНОСТИ (НА МАТЕРИАЛЕ ТЕКСТОВ ХУДОЖЕСТВЕННЫХ ПРОИЗВЕДЕНИЙ) / Эбзеева Ю. Н. // Вестник РУДН. 2016. № 1. С. 142.
- THE PROBLEM OF EDUCATIONAL SPREAD'S FORMATION AND DEVELOPMENT IN THE MIDDLE EAST COUNTRIES (CASE STUDY OF ISRAEL) / Dubinina N. V., Barabash V. V., Ebzeeva Ju. N., Gishkaeva L. N. // People: International Journal of Social Sciences. 2017. Т. 3. № 1. С. 261-272.
- KNOCKING ON A SAINT'S DOOR, OR A QUEST FOR HOLINESS IN A POST-SECULAR SOCIETY / Naydenova N., Ebzeeva Y. // Religions. 2017. Т. 8. № 5. С. 87.
- THE REPRESSED CAUCASIANS' ETHNO-TRAUMA EXPRESSED AS "LIGHT" AND "DARKNESS" IN SELECTED WRITINGS OF IDRIS BAZORKIN / Karabulatova I. S., Ebzeeva J. N., Pocheshkhov N. A. // Terra Sebvs. 2017. Т. 9. С. 447-457.
- TOLERANCE PROBLEMS IN THE CONTEXT OF THE REPRESSED CAUCASIANS’ ETHNO-TRAUMA TRANSFORMATION AS «LIGHT» AND «DARKNESS» / Karabulatova I. S., Ebzeeva Y. N. // Terra Sebvs. 2017. № 9. С. 270.
- НОВЫЕ АСПЕКТЫ ИССЛЕДОВАНИЯ КОММУНИКАЦИИ В СОВРЕМЕННЫХ СОЦИАЛЬНЫХ СЕТЯХ / Эбзеева Ю. Н., Карабулатова И. С. // Вестник Адыгейского государственного университета. Серия 1: Регионоведение: философия, история, социология, юриспруденция, политология, культурология. 2017. № 4 (209). С. 258-267.
- ТРАНСФОРМАЦИЯ КОНЦЕПТА "МИГРАНТ" В СОЦИОКУЛЬТУРНОМ ПРОСТРАНСТВЕ РОССИИ / Карабулатова И. С., Эбзеева Ю. Н. // Научное обозрение. Серия 2: Гуманитарные науки. 2017. № 6. С. 52-62.
- ОБРАЗ МИГРАНТА В ЭЛЕКТРОННО-ИНФОРМАЦИОННОМ ДИСКУРСЕ В КОНТЕКСТЕ ТРАНСФОРМИРУЮЩЕЙСЯ ИДЕНТИЧНОСТИ ЛИЧНОСТИ / Эбзеева Ю. Н. // Научное обозрение. Серия 2: Гуманитарные науки. 2017. № 4-5. С. 38-47.
- THE PLACE OF THE POST-SOVIET SPACE IN THE FOREIGN POLICY PLANNING OF RUSSIA / Ebzeeva Yu. // Central Asia and the Caucasus. 2017. Т. 18. № 2. С. 18-25.
- МЕСТО ПОСТСОВЕТСКОГО ПРОСТРАНСТВА ВО ВНЕШНЕПОЛИТИЧЕСКОМ ПЛАНИРОВАНИИ РОССИИ / Эбзеева Ю. // Центральная Азия и Кавказ. 2017. Т. 20. № 2. С. 18-25.
- ДИСКУРСИВНЫЕ ПРАКТИКИ СОВРЕМЕННОГО РАДИКАЛЬНОГО ИСЛАМА В СТРАНАХ ЕС И ТАМОЖЕННОГО СОЮЗА / Эбзеева Ю., Дубинина Н. // Центральная Азия и Кавказ. 2017. Т. 20. № 2. С. 117-124.
- BRANDING OF ARMAMENTS AND INNOVATIVE TECHNOLOGIES OF THE DEFENSE-INDUSTRIAL COMPLEX OF THE RUSSIAN FEDERATION AS A NEW GEOPOLITICAL STRATEGY / Ebzeeva Y., Naydenova N., Gishkayeva L., Aleksandrova O. // Man in India. 2017. Т. 97. № 23. С. 551-560.
- THE IMAGE OF A MIGRANTIN THE CONTEMPORARY RUSSIAN TV JOURNALISM DISCOURSE / Ebzeeva Y., Dugalich N., Mitrofanova I. // Man in India. 2017. Т. 97. № 23. С. 525-532.
- THE PROBLEMS OF FORMATION OF THE MODERN ELITISTLANGUAGE PERSONALITY IN THE AGE OF GLOBALIZATION AND MIGRATIONS / Ebzeeva Y., Sheypak S., Gishkayeva L., Nakisbaev D., Karabulatova I., Dubinina N. // Man in India. 2017. Т. 97. № 23. С. 321-328.
- TRANSCULTURAL LANGUAGE PERSONALITY: STATEMENTOF THE PROBLEM AND CONCEPTUAL SPACE / Ebzeeva Y., Karabulatova I. // Man in India. 2017. Т. 97. № 23. С. 255-262.
- ЯЗЫКОВАЯ ЛИЧНОСТЬ СВЯТЕЙШЕГО ПАТРИАРХА КИРИЛЛА: ТРУДНОСТИ ПЕРЕВОДА (НА ПРИМЕРЕ СБОРНИКА ПРОПОВЕДЕЙ "ТАЙНА ПОКАЯНИЯ"/LACONVERSIONAUROYAUMEDEDIEU) / Найденова Н. С., Эбзеева Ю. Н., Сорокина Л. С. // Вопросы когнитивной лингвистики. 2017. № 4 (53). С. 137-143.
- КУЛЬТУРНЫЕ КОННОТАЦИИ РУССКОГО ЗООНИМА "ВОЛК" И ЕГО ЭКВИВАЛЕНТОВ В АНГЛИЙСКОМ, ИСПАНСКОМ И ЧЕЧЕНСКОМ ЯЗЫКАХ / Гишкаева Л. Н., Эбзеева Ю. Н., Дубинина Н.В., Барабаш, В. В., Широбоков А. Н. // Сибирский филологический журнал. 2017. № 3. С. 150-160.
- ТРАНСКУЛЬТУРНАЯ ЛИЧНОСТЬ В МИГРАЦИОННЫХ ПРОЦЕССАХ ТАМОЖЕННОГО СОЮЗА / Карабулатова И. С., Эбзеева Ю. Н. // Социально-гуманитарные знания. 2017. № 5. С. 189-195.
- ОТРАЖЕНИЕ ТРАНСКУЛЬТУРНОЙ ТРАНСФОРМАЦИИ ЯЗЫКОВОЙ ЛИЧНОСТИ В МИГРАЦИОННЫХ ПРОЦЕССАХ (НА МАТЕРИАЛЕ "ХóЖЕНИЯ ЗА ТРИ МОРЯ" А. НИКИТИНА) / Карабулатова И. С., Эбзеева Ю. Н. // В сборнике: III Фирсовские чтения. Лингвистика в XXI веке: Междисциплинарные парадигмы. Материалы докладов и сообщений Международной научно-практической конференции. 2017. С. 207-214.
- ЭВОЛЮЦИЯ ОБРАЗА МИГРАНТА В СОВРЕМЕННЫХ РОССИЙСКИХ ТЕЛЕВИЗИОННЫХ СРЕДСТВАХ МАССОВОЙ ИНФОРМАЦИИ / Эбзеева Ю. Н. // В сборнике: Межкультурная коммуникация и проблемы толерантности (междисциплинарный подход). Материалы Международной научной конференции. Под редакцией А.С. Молчана. 2017. С. 154-161.
- THE PROBLEMS OF TRANSFORMATION OF THE PERSONAL IDENTITY IN A MODERN MIGRANT / Ebzeeva Y. N., Karabulatova I. S., Nakisbaev D. A. // Astra Salvensis. 2018. Т. 6. № 1. С. 729-738.
- РЕАЛИЗАЦИЯ ЦЕННОСТНОГО КОДА В БРИТАНСКОМ ПОЛИТИЧЕСКОМ ДИСКУРСЕ (НА МАТЕРИАЛЕ ПУБЛИЧНЫХ ВЫСТУПЛЕНИЙ ПРЕМЬЕР-МИНИСТРА Т. МЭЙ) / Самигуллина А. С., Фёдорова А. Л., Эбзеева Ю. Н. // Современная наука: актуальные проблемы теории и практики. Серия: Гуманитарные науки. 2018. № 3-2. С. 168-173.
- ПРОФИЛАКТИКА ИНТОЛЕРАНТНЫХ ДИСКУРСИВНЫХ ПРАКТИК В МОЛОДЕЖНОЙ СРЕДЕ СТРАН ТАМОЖЕННОГО СОЮЗА В УСЛОВИЯХ ТРАНСКУЛЬТУРЫ / Карабулатова И. С., Эбзеева Ю. Н., Дубинина Н. В. // Известия Балтийской государственной академии рыбопромыслового флота: психолого-педагогические науки. 2018. № 3 (45). С. 49-57.
- МЕТОДИКА АНАЛИЗА КРЕОЛИЗОВАННОГО ТЕКСТА ПОЛИТИЧЕСКОЙ КАРИКАТУРЫ НА АРАБСКОМ И ФРАНЦУЗСКОМ ЯЗЫКАХ / Эбзеева Ю. Н., Дугалич Н. М. // Вестник Российского университета дружбы народов. Серия: Литературоведение. Журналистика. 2018. Т. 23. № 1. С. 127-133.
- ГАСТРОНОМИЧЕСКАЯ ЛЕКСИКА КАК ОДНА ИЗ ОСОБЕННОСТЕЙ НИГЕРИЙСКОГО ВАРИАНТА АНГЛИЙСКОГО ЯЗЫКА / Борисова А. А., Эбзеева Ю. Н. // Russian Journal of Linguistics. 2019. Т. 23. № 3. С. 820-836.
- RHETORICAL DEVICES IN THE CONTEMPORARY ORTHODOX SERMON: CASE STUDY OF PATRIARCH KIRILL IN HIS OWN WORDS / Naydenova N., Ebzeeva Y., Sorokina L. // Slavonica. 2019. Т. 24. № 1-2. С. 25-35.
- ПРОФИЛАКТИКА ИНТОЛЕРАНТНЫХ ДИСКУРСИВНЫХ ПРАКТИК В МОЛОДЕЖНОЙ СРЕДЕ СТРАН ТАМОЖЕННОГО СОЮЗА В УСЛОВИЯХ ТРАНСКУЛЬТУРЫ / Карабулатова И. С., Эбзеева Ю. Н., Дубинина Н. В. // Известия Балтийской государственной академии рыбопромыслового флота: психолого-педагогические науки. 2019. № 2 (48). С. 87-94.
- SOCIAL NETWORKS AS A TOOL OF POLITICALTECHNOLOGISTS OF ISLAMIC RADICALISM IN WORKINGWITH THE PROTEST BEHAVIOR OF RUSSIAN YOUTH / Karabulatova Irina, Yanguzin A., Galiullina S., Kulikov S., Ebzeeva Yu. // В сборнике: Man-Power-Law-Governance: Interdisciplinary Approaches. To the 100th anniversary of the State University of Management. Edited by Irina S. Karabulatova. 2019. С. 377-384.
- REFORMING THE SYSTEM OF HIGHER EDUCATION IN THEPOST-SOVIET STATE: FEATURES AND PROBLEMS / Jilkishieva M., Abdullina G., Ebzeeva Yu., Luchinskaya E., Janbubekova M., Shaybakova E., Ahmedina G. // В сборнике: Man-Power-Law-Governance: Interdisciplinary Approaches. To the 100th anniversary of the State University of Management. Edited by Irina S. Karabulatova. 2019. С. 308-314.
- GASTRONOMIC VOCABULARY AS A FEATURE OF NIGERIAN ENGLISH /  Borisova A. A., Ebzeeva Y. N. // Russian Journal of Linguistics, 2019. vol. 23, no. 3, pp. 820—836.
- BREAKING THROUGH IN SUBJECT RANKINGS: IMLICAM EXPERIENCE / Ebzeeva Yu. N., Dugalich N. M., Nakisbaev D. V., Levshitz A. D. // В сборнике: 12th International Conference of Education, Research and Innovation ICERI 2019 Proceedings. 2019. С. 4239-4243.
- (ANTI)RELIGIOUS PROPAGANDA IN THE SOVIET AND POST-SOVIET WORKS OF FICTION FOR YOUNG READERS / Naydenova N., Ebzeeva Y. // History of Education and Children's Literature. 2020. Т. 15. № 1. С. 379-396.
- THE INFLUENCE OF ISLAMIC MIGRATION ON RUSSIAN AND SPANISH SOCIETY: VERBALIZATION OF THE CONCEPT "MOOR" / Karabulatova I. S., Chesnokova O. S., Ebzeeva Y. N., Radović M. // Terra Sebvs. 2020. Т. 12. С. 301-325.
- QS САММИТ 2020 ПО ПРЕДМЕТНЫМ ОБЛАСТЯМ "СОВРЕМЕННЫЕ ЯЗЫКИ" И "ЛИНГВИСТИКА": ЯЗЫКИ И МИГРАЦИЯ В УСЛОВИЯХ ГЛОБАЛИЗАЦИИ / Эбзеева Ю. Н. // Russian Journal of Linguistics. 2021. Т. 25. № 2. С. 299-316.
- THE PROBLEM OF “SENSE - MEANING - CONCEPT” IN THE CONTEXT OF MODERN INTERCULTURAL COMMUNICATION AS A REFLECTION OF THE PROCESSES OF GLOBALIZATION AND MIGRATION / Ebzeeva Yu. N., Karabulatova I. S., Mukhamadieva E. F., Anumyan K. S. // В сборнике: Conference on current problems of our time: the relationship of man and society (CPT 2020). Proceedings of the conference on current problems of our time: the relationship of man and society (CPT 2020). 2021. С. 357-366.
- FEATURES OF FUNCTIONING ECONOMIC METAPHORICAL TERMINOLOGY IN MODERN ADVERTISING DISCOURSE / Ebzeeva Yu. N., Sultanova L. F., Anumyan K. P., Karabulatova I. S., Mamatelashvili O. V. // В сборнике: Conference on current problems of our time: the relationship of man and society (CPT 2020). Proceedings of the conference on current problems of our time: the relationship of man and society (CPT 2020). 2021. С. 205-213.
- ИЗМЕНЕНИЕ СЕМАНТИКИ И ФУНКЦИОНИРОВАНИЯ АНГЛИЙСКИХ НОМИНАНТОВ ЗНАТИ ПОД ВЛИЯНИЕМ ЭВОЛЮЦИИ СОЦИОКУЛЬТУРНОГО КОНТЕКСТА / Безкоровайная Г. Т., Эбзеева Ю. Н., Гишкаева Л. Н. // Вестник Российского университета дружбы народов. Серия: Теория языка. Семиотика. Семантика. 2021. Т. 12. № 2. С. 472-500.
- РЕАЛИЗАЦИЯ НАУЧНЫХ ИССЛЕДОВАНИЙ В РОССИЙСКИХ УНИВЕРСИТЕТАХ: ВЫЗОВЫ И ОТВЕТЫ СОВРЕМЕННОСТИ / Эбзеева Ю. Н., Дугалич Н. М. // Вестник Московского государственного областного университета. Серия: Педагогика. 2021. № 4. С. 119-128.
- MODERN LANGUAGES AND LINGUISTICS: CLIMBING UP WORLD UNIVERSITY RANKINGS. IMLICAM KNOW-HOW / Ebzeeva Yu. N., Dugalich N. M., Nakisbaev D. V., Levshits A. D. // В сборнике: EDULEARN21. 13th International Conference on Education and New Learning Technologies. Spain, 2021. С. 8667-8672.
- GENDER MEDIA POLITICAL COMMUNICATIVE DOMINANCE: BRITISH BREXIT MEDIA DISCUSSION / Shiryaeva T. A., Zheltukhina M. R., Ebzeeva Y. N., Gishkaeva L. N., Kosova Y. A. // Online Journal of Communication and Media Technologies. 2022. Т. 12. № 4. С. e202230.
- IMPLEMENTATION OF STRATEGIES OF RUSSIAN UNIVERSITIES IN CONDITIONS OF INTERNATIONAL RANKINGS. BULLETIN OF PEOPLES' FRIENDSHIP UNIVERSITY OF RUSSIA. SERIES / Ebzeeva Y. N., Gishkaeva L. N. // Государственное и муниципальное управление. Ученые записки. 2022. Т. 9. № 1. С. 7.
- PONDERING ON THE WAYS TO ENHANCE UNIVERSITY REPUTATION / Ebzeeva Yu. N., Dugalich N. M. // Training, Language and Culture. 2022. Т. 6. № 3. С. 45-54.
- РЕЙТИНГ КАК ИНСТРУМЕНТ ФОРМИРОВАНИЯ ПРОГРАММЫ СТРАТЕГИЧЕСКОГО РАЗВИТИЯ ВУЗА / Эбзеева Ю. Н. // Вестник Государственного гуманитарно-технологического университета. 2022. № 1. С. 74-81.
- РЕАЛИЗАЦИЯ СТРАТЕГИЙ РОССИЙСКИХ ВУЗОВ В УСЛОВИЯХ МЕЖДУНАРОДНЫХ РЕЙТИНГОВ / Эбзеева Ю. Н., Гишкаева Л. Н. // Вестник Российского университета дружбы народов. Серия: Государственное и муниципальное управление. 2022. Т. 9. № 1. С. 7-19.
- ФОЛЬКЛОРНЫЕ КУЛЬТУРЕМЫ И СТРУКТУРА КУЛЬТУРНЫХ РЕПРЕЗЕНТАЦИЙ ТУВИНЦЕВ / Москвичева С. А., Александрова О. И., Эбзеева Ю. Н. // Новые исследования Тувы. 2022. № 1. С. 164-182.
- ОТРАЖЕНИЕ СОЦИОКУЛЬТУРНОГО КОНТЕКСТА В РУССКИХ, ФРАНЦУЗСКИХ И АЗЕРБАЙДЖАНСКИХ ИНТЕРНЕТ-МЕМАХ / Гусейнова Л. Д., Дугалич Н. М., Ломакина О. В., Нелюбова Н. Ю., Эбзеева Ю. Н. // Вестник Российского университета дружбы народов. Серия: Теория языка. Семиотика. Семантика. 2022. Т. 13. № 4. С. 1020-1043.
- ПУБЛИКАЦИОННАЯ ДЕЯТЕЛЬНОСТЬ УНИВЕРСИТЕТА КАК ЭЛЕМЕНТ ПОСТРОЕНИЯ ИМИДЖА / Эбзеева Ю. Н. // Вестник Южно-Российского государственного технического университета (НПИ). Серия: Социально-экономические науки. 2022. Т. 15. № 5. С. 89-99.
- ГРАНТОВАЯ ПОДДЕРЖКА КАК ФАКТОР РАЗВИТИЯ НАУЧНЫХ ИССЛЕДОВАНИЙ В РОССИЙСКИХ УНИВЕРСИТЕТАХ / Эбзеева Ю. Н. // Вестник Российского университета дружбы народов. Серия: Психология и педагогика. 2022. Т. 19. № 1. С. 146-157.
- INTERNATIONAL RANKINGS ON THE COMPETITIVENESS OF UNIVERSITIES IN GLOBAL EDUCATIONAL SPACE. / Ebzeeva, Y., Dubinina, N., Dugalich, N., Levshits, A., Nakisbaev, D. //  Revista online de Política e Gestão Educacional, Araraquara, vol. 26, n. esp. 2, pp. 1-14.
- МЕТОДОЛОГИЯ РЕБРЕНДИНГА ВУЗА / Эбзеева Ю. Н. // Alma Mater (Вестник высшей школы). 2022. № 12. С. 80-85.
- ПОЗИЦИИ РОССИЙСКИХ ВУЗОВ В МИРОВЫХ РЕЙТИНГАХ В 2022 ГОДУ / Эбзеева Ю. Н., Смирнова Ю. Б. // Вестник Российского университета дружбы народов. Серия: Социология. 2022. Т. 22. № 4. С. 909-918.
- ПЕРСПЕКТИВЫ ПРОДВИЖЕНИЯ РОССИЙСКИХ ВУЗОВ В МЕЖДУНАРОДНОМ АКАДЕМИЧЕСКОМ РЕЙТИНГЕ ARWU / Эбзеева Ю. Н., Гишкаева Л. Н. // Вестник Российского университета дружбы народов. Серия: Социология. 2022. Т. 22. № 2. С. 337-351.
- ТЕСТОВЫЕ ЗАДАНИЯ. ФРАНЦУЗСКИЙ РЕЧЕВОЙ ЭТИКЕТ / Эбзеева Ю. Н., Гусейнова Л. Д. К., Марфина В. Е. // Свидетельство о регистрации базы данных RU 2022621393, 14.06.2022. Заявка № 2022621221 от 01.06.2022.
- MODERN VIEW ON THE COMPETENCES OF A SIMULTANEOUS INTERPRETER. / Ebzeeva, Y. N., & Dugalich, N. M. // In V. I. Karasik, & E. V. Ponomarenko (Eds.), Topical Issues of Linguistics and Teaching Methods in Business and Professional Communication - TILTM - 2022, vol 4. European Proceedings of Educational Sciences, pp. 385—391.
- ПОВЫШЕНИЕ КОНКУРЕНТОСПОСОБНОСТИ ОБРАЗОВАНИЯ РОССИИ НА МЕЖДУНАРОДНОМ УРОВНЕ / Эбзеева Ю. Н., Гишкаева Л. Н. // Logos et Praxis. 2023. Т. 22. № 1. С. 62-72.
- УПРАВЛЕНЧЕСКАЯ ДЕЯТЕЛЬНОСТЬ УНИВЕРСИТЕТА СОГЛАСНО ПРИНЦИПАМ ЦЕЛЕЙ УСТОЙЧИВОГО РАЗВИТИЯ / Эбзеева Ю. Н. // Социальное пространство. 2023. Т. 9. № 2.
- КАЧЕСТВО ОБРАЗОВАНИЯ КАК ОСНОВА РЕПУТАЦИИ УНИВЕРСИТЕТА: СОВРЕМЕННЫЕ ТЕНДЕНЦИИ РАЗВИТИЯ ДОПОЛНИТЕЛЬНОГО ПРОФЕССИОНАЛЬНОГО ОБРАЗОВАНИЯ / Эбзеева Ю. Н., Смирнова Ю. Б. // Вестник Южно-Российского государственного технического университета (НПИ). Серия: Социально-экономические науки. 2023. Т. 16. № 2. С. 94-104.
- ОСОБЕННОСТИ ОРГАНИЗАЦИОННОГО МЕХАНИЗМА УПРАВЛЕНИЯ СТРУКТУРНЫМ ПОДРАЗДЕЛЕНИЕМ ВУЗА В УСЛОВИЯХ КОНКУРЕНЦИИ / Эбзеева Ю. Н. // Вестник Южно-Российского государственного технического университета (НПИ). Серия: Социально-экономические науки. 2023. Т. 16. № 1. С. 84-92.
- РЕЙТИНГ УНИВЕРСИТЕТА КАК ЭЛЕМЕНТ АТТРАКТИВНОСТИ ДЛЯ ПОТЕНЦИАЛЬНЫХ АБИТУРИЕНТОВ / Эбзеева Ю. Н. // Известия Саратовского университета. Новая серия. Серия: Социология. Политология. 2023. Т. 23. № 1. С. 33-38.
- ВЫПУСКНИК РУДН - ПРЕДСТАВИТЕЛЬ МИРОВОЙ ЭЛИТЫ: ВОСПИТАТЕЛЬНЫЙ АСПЕКТ ДЕЯТЕЛЬНОСТИ ВУЗА / Филиппов В. М., Эбзеева Ю. Н. // Alma Mater (Вестник высшей школы). 2023. № 5. С. 8-15.
- ОСНОВНЫЕ ПРОБЛЕМЫ РАЗВИТИЯ НАУЧНЫХ ШКОЛ В СОВРЕМЕННОМ ОБРАЗОВАНИИ / Эбзеева Ю. Н., Гишкаева Л. Н. // Alma Mater (Вестник высшей школы). 2023. № 5. С. 35-42.
- ТРУДОУСТРОЙСТВО ВЫПУСКНИКОВ КАК АСПЕКТ ДЕЯТЕЛЬНОСТИ УНИВЕРСИТЕТА / Эбзеева Ю. Н., Дугалич Н. М. // Alma Mater (Вестник высшей школы). 2023. № 3. С. 75-83.
- УПРАВЛЕНЧЕСКАЯ ДЕЯТЕЛЬНОСТЬ В ВЫСШЕЙ ШКОЛЕ КАК ПРЕДМЕТ СОЦИОЛОГИЧЕСКОГО АНАЛИЗА / Эбзеева Ю. Н. // Труд и социальные отношения. 2023. Т. 34. № 1. С. 124-132.
- DIFFERENCES IN THE METHODOLOGY TO DETERMINE LEADING UNIVERSITY RANKINGS / Ebzeeva Y. N. // Vestnik of Lobachevsky State University of Nizhni Novgorod. Series: Social Sciences. 2023. № 1 (69). С. 174-180.
- СОВРЕМЕННЫЕ ТЕНДЕНЦИИ РАЗВИТИЯ ОБРАЗОВАНИЯ: ДОРОЖНАЯ КАРТА ВЫСШЕГО ОБРАЗОВАНИЯ ЮНЕСКО / Эбзеева Ю. Н., Смирнова Ю. Б. // Вестник Российского университета дружбы народов. Серия: Социология. 2023. Т. 23. № 2. С. 329-337.
- STUDENTS' SATISFACTION AS A RESULT OF RUDN UNIVERSITY EDUCATION MANAGEMENT / Ebzeeva Yu. N. // В сборнике: Научные результаты социологии - 2022. Сборник статей по материалам II Международного научного онлайн-форума. Отв. редактор И. С. Шаповалова. Белгород, 2023. С. 68-75.
- DIGITAL PRODUCTS OF PEOPLES’ FRIENDSHIP UNIVERSITY OF RUSSIA AS A GUARANTOR OF THE QUALITY OF ITS ACTIVITIES /  Filippov V. M., Ebzeeva Yu. N. // Labour and Social Relations. 2023. Volume 34. No. 2. P. 121—134.
- VARIETY AND FUNCTIONAL DIVERSITY OF MODERN DISCOURSE IN COGNITIVE PERSPECTIVE / Ebzeeva Y. N., Solnyshkina M. I., Pathan H. // Russian Journal of Linguistics. - 2023. - Vol. 27. - N. 4. - P. 767—796.
- К ВОПРОСУ О РИТОРИЧЕСКОМ АСПЕКТЕ ПОЛИТИЧЕСКОЙ КОММУНИКАЦИИ ПРЕМЬЕР-МИНИСТРА ФРАНЦИИ Г. АТТАЛЯ (НА ПРИМЕРЕ ФРАНЦУЗСКОГО МЕДИАПРОСТРАНСТВА) / Логинова П. Г., Эбзеева Ю. Н. // Политическая лингвистика. 2024. № 2 (104). С. 105-111.

## Комментарии
1. ↑  Сахадзе, Светлана Георгиевна  (1932 или 1933—18.10.2021) — советский и российский лингвист, профессор кафедры иностранных языков филологического факультета РУДН, кандидат филологических наук, ветеран труда, почетный работник высшего профессионального образования России